# Dasyhelea fungivora
Dasyhelea fungivora är en tvåvingeart som beskrevs av Krivosheina et Remm 1974. Dasyhelea fungivora ingår i släktet Dasyhelea och familjen svidknott. Inga underarter finns listade i Catalogue of Life.